# Casa da Cultura Luís Antônio Martinez Corrêa
A Casa da Cultura Luís Antônio Martinez Corrêa é um casarão histórico, construído em 1914 pelo arquiteto Alexandre Albuquerque para abrigar o Araraquara College. O casarão está localizado na cidade de Araraquara, no estado de São Paulo. É um patrimônio histórico cultural tombado pelo Conselho de Defesa do Patrimônio Histórico, Arqueológico, Artístico e Turístico (CONDEPHAAT), em 1981.
Atualmente é de propriedade do Governo do Estado de São Paulo e sedia o Centro Cultural Luís Antônio Martinez Corrêa.

## História
Em 1914, o casarão foi construído para abrigar o Araraquara College, e em 1919, sediou a Escola Mackenzie. No ano de 1933 foi doado para o Governo do Estado de São Paulo que fez do imóvel a sede do Gynázio Estadual de Araraquara. Entre os anos de 1960 e 1973, o casarão sediou a Faculdade de Filosofia, Ciências e Letras de Araraquara. Com o tombamento em 1981 e após o término do restauro em 1982, passou a sediar o Centro Cultural Luís Antônio Martinez Corrêa,

## Centro Cultural Luís Antônio Martinez Corrêa
O Centro Cultural, inaugurado em 1982, é aberto ao público. Possui salas de exposições, cursos e oficinas de artes. Também abriga uma pinacoteca com mais de 890 obras, museu da imagem e do som, discoteca, arquivo público municipal, teatro e um auditório. Localiza-se na Praça Santos Dumont,  Rua São Bento, 909 - Centro.